# Diö
Diö är en tätort i Stenbrohults distrikt (Stenbrohults socken) i Älmhults kommun, Kronobergs län (Småland). Vid avgränsningen 2023 klassades Diö och tätorten Liatorp  som sammanväxta och gavs av SCB namnet Diö och Liatorp. 
Diö ligger vid sjön Möckeln och Helge å, även Kattesjön gränsar till samhället. Strax utanför Diö ligger Höö - ett stort naturreservat med bokskogar och vandringsleder. Carl von Linnés födelseort Råshult gränsar också till Diö.

## Historia
Namnet Diö kan härledas till år 1552 och det årets jordebok, i vilken Diö omnämns, dock med stavningen Dijö. Namnet kommer från dij och ö, vilket även berättar lite om naturen runt samhället. 

### Befolkningsutveckling
| Befolkningsutvecklingen i Diö 1960–2020    | Befolkningsutvecklingen i Diö 1960–2020 | Befolkningsutvecklingen i Diö 1960–2020 | Befolkningsutvecklingen i Diö 1960–2020 | Befolkningsutvecklingen i Diö 1960–2020 |
| ------------------------------------------ | --------------------------------------- | --------------------------------------- | --------------------------------------- | --------------------------------------- |
|                                            |                                         |                                         |                                         |                                         |
| År                                         |                                         |                                         | Folkmängd                               | Areal (ha)                              |
| 1960                                       | 1960                                    |                                         | 901                                     |                                         |
| 1965                                       | 1965                                    |                                         | 951                                     |                                         |
| 1970                                       | 1970                                    |                                         | 930                                     |                                         |
| 1975                                       | 1975                                    |                                         | 920                                     |                                         |
| 1980                                       | 1980                                    |                                         | 976                                     |                                         |
| 1990                                       | 1990                                    |                                         | 980                                     | 157                                     |
| 1995                                       | 1995                                    |                                         | 970                                     | 158                                     |
| 2000                                       | 2000                                    |                                         | 931                                     | 156                                     |
| 2005                                       | 2005                                    |                                         | 891                                     | 156                                     |
| 2010                                       | 2010                                    |                                         | 910                                     | 157                                     |
| 2015                                       | 2015                                    |                                         | 906                                     | 135                                     |
| 2020                                       | 2020                                    |                                         | 932                                     | 160                                     |
| Anm.: sammanväxt 2023 med tätorten Liatorp |                                         |                                         |                                         |                                         |

## Samhället
Det finns två småbåtshamnar i Diö.

## Kommunikationer
Diö ligger vid södra stambanan och det vackra stationshuset finns fortfarande kvar. 1970 upphörde tågtrafiken till och från Diö. I december 2013 började tågen åter stanna i Diö och idag stannar Krösatågen mellan Hässleholm och Växjö i Diö med 13 turer i varje riktning per dag (färre tåg lördagar och söndagar). 
Både busslinje 123 mellan Älmhult och Växjö och busslinje 157 mellan Älmhult och Ljungby stannar i Diö. 

## Näringsliv
Det finns flera industrier i Diö, bland annat Gemla möbler, som har haft sin tillverkning här i över 140 år. Gemla möbelfabrik är känd för sina möbler i böjträ, framför allt till offentliga miljöer. Under en period (1940-talet) tillverkades också tennisracketar av hög kvalitet vid fabriken. En annan industri är Invacare som tillverkar rullstolar och handikapphjälpmedel.

## Idrott
Ishockey har sedan flera decennier tillbaka varit ett stort intresse i Diö vilket medfört framgångar för såväl A-lag, juniorlag som damlag. Tack vare allt engagemang genom åren så är det kanske inte så konstigt att kommunens enda ishall finns just här.